# Centre Jean Giono

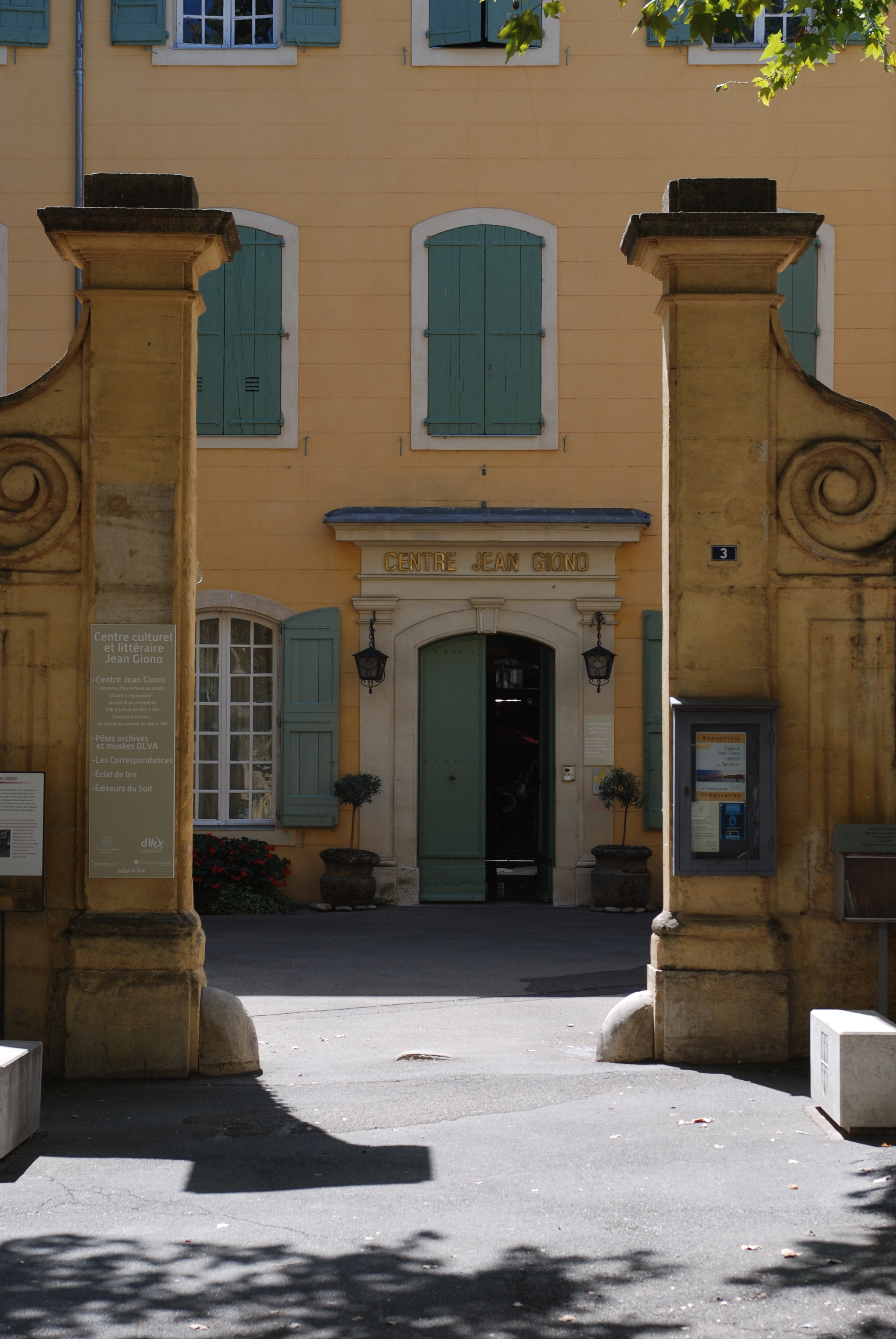
Centre Jean Giono, Entrée.

Das Centre Jean Giono am Boulevard Elemir Bourges im Zentrum von Manosque ist ein Herrenhaus aus dem 18. Jahrhundert und heute Kulturzentrum, das die Erinnerung an den Schriftsteller Jean Giono wachhält. Es gibt hier eine Ausstellung zu Giono, eine Wechselausstellung und ein Kulturprogramm, das nicht nur der Literatur vorbehalten ist.

## Funktion
Das Kulturzentrum wird von der Stiftung Les Amis de Jean Giono getragen, die auch das oberhalb der Stadt am Mont d’Or gelegene Wohnhaus Gionos, das Maison Paraïs verwaltet, das ebenfalls besichtigt werden kann. Giono wohnte dort oben 40 Jahre zusammen mit seiner Frau und seine beiden Töchter wuchsen in dem Haus auf. Fast alle seine literarischen Arbeiten entstanden dort. Es beherbergt nach wie vor seine umfangreiche Bibliothek von über 8000 Büchern sowie eine große Sammlung von Schriftverkehr, Fotos und Manuskripten. Seit 1985 ist hier der Sitz der Stiftung.
Im Centro Jean Giono ansässig ist auch der Verleger-Verband Éditeurs du Sud. Er wurde 2002 unter dem Namen Éditeurs sans frontières von einem Dutzend von Verlagen aus der Region Provence-Alpes-Côte d’Azur gegründet, als Interessenvertretung und Netzwerk zu Verlegern, Buchhändlern und ausländischer Kundschaft zwecks Abtretung und Erwerb von Rechten, Export von Werken, sowie Koproduktionen. 2012 wurden das Logo und die Zielsetzung geändert. Seitdem stehen die Kooperation und die Entwicklung des Verlagsgeschäfts innerhalb Frankreichs im Vordergrund.

## Geschichte
Das Gebäude des Kulturzentrums war die erste Villa, die in den Jahren 1883 bis 1886 außerhalb der Stadtmauern errichtet wurde. Die Archivunterlagen der Stadt Manosque lassen keine Rückschlüsse auf das genaue Datum mehr zu. Es ist aber ein Nachbarschaftskonflikt über einen stinkenden Misthaufen aktenkundig, der vom Erbauer des Hauses ausgelöst wurde. Vorher gab es auf dem Gelände Gärten und Ställe. Bauherr und Eigentümer war Jean de Raffin (1742–1826), zur Erbauungszeit der Villa Bürgermeister der Stadt, ehemaliger Kavallerieoffizier und Teilnehmer der Schlacht bei Minden, wo er sein Pferd verlor, und aller anderer militärischer Auseinandersetzungen während des Siebenjährigen Krieges. Nach Kriegsende hatte er keine Möglichkeiten mehr, beim Militär Karriere zu machen. So schied er im Rang eines Kornett vom Militärdienst aus und kehrte in seine Vaterstadt zurück. In seinen unterschiedlichen politischen Ämtern erreichte er in mehreren Gremien schnell gute Stellungen und galt als einflussreich.
1990 kaufte die Stadt Manosque das Gebäude von den Erben Auberg-Millots und renovierte es umfassend. Insbesondere die Inneneinrichtung sowie die Gestaltung mit regionaltypischen Tomettes und Schreinerarbeiten aus der Entstehungszeit des Hauses werden besonders gerühmt. Es war 1940 in den Besitz dieser Familie gekommen, nachdem die Familien Beauchamp und Herbès hier gewohnt hatten. 1992 wurde das Kulturzentrum von der Stadt Manosque den Amis de Jean Giono zur Verfügung gestellt. Seitdem wurde es als Erinnerungsstätte eingerichtet. Neben der Arbeit eines Konservatoriums wird hier auch Neues geschaffen („un lieu d’animations et de créations“).
Das Museum des Centre Jean Giono gehört zum Netzwerk Passeport des musées des Alpes-de-Haute-Provence, das einen eigenen Museumspass herausgibt.